# HD 64185
HD 64185，又名CP-59 908，SAO 249975、HR 3070，是一颗恒星，视星等为5.78，位于銀經272.87，銀緯-16.62，其B1900.0坐标为赤經7h 47m 33.7s，赤緯-60° -16.62′ 3″。